# 小口径管推進工法

推進工法垂直図

小口径管推進工法（しょうこうけいかんすいしんこうほう）とは、地下にトンネル状に掘削した穴に管を通して開削せずに管路を繋げる非開削工法である。管の直径700 mm以下のものを特に「小口径管推進工法」と呼び、主に下水道推進事業にて使用される。

## 概要
掘削予定の管路に対し、垂直方向に複数の4 m以上の深さの立坑（たてこう、発進立坑）を掘削し、立坑を直線で結ぶ形で推進掘削して立坑に細切れにした管路を搬入し掘削した穴へ挿入、接続することで開削せずに管路を設置することが可能となる。

### 利点
開削しないので開削工法に比べて騒音・振動・交通渋滞などの諸問題を解消出来る他、作業現場の占有地を狭く出来、また幅広い土質に対応出来る。

### 難点
- 精密な測量計測が求められる。

## 工法の種類
- 泥濃式
- 高耐荷力方式(ヒューム管推進工法)
  - オーガ方式
  - 泥土圧方式
    - アイアンモール工法
    - サクセスモールオメガ工法（小口径泥土圧・吸引排土式推進工法）

  - 泥水方式
    - ミクロ工法(小口径推進管　長距離・曲線推進工法)
    - コブラ工法（全土質対応型 小口径管推進工法 一工程方式）
- 低耐荷力方式
  - 圧入二工程方式
  - オーガ方式
  - 泥土圧方式
    - アイアンモール工法
    - エンビライナー

  - 泥水方式
    - ベル工法(小口径塩化ビニル推進管　長距離・曲線推進工法)
- 鋼製さや管方式
  - 圧入方式
    - グルンドラム

  - ボーリング方式一重ケーシング方式
  - ボーリング方式二重ケーシング方式
  - オーガ方式
  - 泥水方式

- 取付管推進工法
  - スピーダー工法
  - ベビーモール工法
  - インパクトモール工法